# Shah Muhammad ibn Qara Yússuf
Ghiyat al-Din Shah Muhammad ibn Qara Yússuf (o Shah Mehmed) (+ 5 d'agost de 1433) fou un emir dels turcmans Kara koyunlu, fill del líder turcman Qara Yússuf.
El 1402 un contingent de turcs kara koyunlu (dirigits per Qara Yússuf) van ocupar Bagdad al servei del sultà jalayírida Ahmad ibn Uways, al que Qara Yússuf havia conegut en el seu exili en territori otomà. Enemistats els dos homes, el turcman es va apoderar de la ciutat. Shah Muhammad estava en aquest temps al costat del seu pare i va participar en aquestes accions. Ahmad es va refugiar amb els mamelucs (per segona vegada), però aquests ara temien a Tamerlà i el van empresonar. El 1403 les forces timúrides van entrar a Bagdad expulsant els kara koyunlu. Qara Yússuf es va refugiar també amb els mamelucs que per les mateixes raons que a Ahmad, també el van empresonar. Reunits a la presó els dos líders van renovar la seva amistad i van arribar a un acord pel qual Iraq seria per Ahmad i l'Azerbaidjan per Qara Yússuf.
A la mort de Tamerlà el 1405, Nasir-ad-Din Fàraj, sultà mameluc d'Egipte els va alliberar i Ahmad va retornar a Bagdad mentre Qara Yússuf es va establir a Tabriz del que va nomenar governador al seu fill Shah Muhammad. Això no va agradar a Ahmad i l'acord entre jalayírides i kara koyunlu es va trencar altre cop. El juliol del 1410 aprofitant que Qara Yússuf estava absent de Tabriz, Ahmad va ocupar la ciutat de la que Shah Muhammad (Shah Mehmet o Shah Mehmed) es va retirar cap a Khoy. Qara Yússuf va retornar i va derrotar a Ahmad a la batalla d'Asad, prop de Tabriz (agost del 1410). Shah Muhammad fou restaurat al seu govern de Tabriz. Ahmad fou executat després d'haver estat obligat a cedir Bagdad a Qara Yússuf.
No és clar quan els kara koyunlu van ocupar Bagdad, però probablement no fou fins a l'estiu del 1412. Shah Muhammad en fou nomenat governador. Els jalayírides es van retirar al sud del país a Hilla, Wasit, Bàssora i Shushtar. Shah Muhammad fou nomenat governador de Bagdad. A partir d'aquest moment sembla que va trencar les relacions amb la família. El 13 de novembre de 1420 va morir Qara Yússuf i el va succeir el seu fill Iskandar, que tenia una preeminència teòrica sobre els altres prínceps kara koyunlu. El 1430 Iskandar va fer les paus amb els timúrides que van concedir el feu d'Azerbaidjan a un germà d'Iskandar de nom Abu Said ibn Qara Yússuf. Però abans de dos anys Iskandar es va desfer del seu germà i va incorporar Azerbaidjan als seus dominis.
Fou probablement aquest fet que va provocar que el príncep Isfahan o Ispan ibn Qara Yússuf, governador kara koyunlu de Hamadan, va desconèixer la preeminencia d'Iskandar mentre que pel contrari Shah Muhammad li donava suport. Ispan ibn Qara Yússuf va envair el 1431 l'Iraq Arabí, on governava el seu germà Shah Muhammad, que es va fer fort a la capital Bagdad; el jalayírida de Bàssora, Husayn II ibn Ala al-Dawla, vassall de Shah Muhammad, va morir executat al final del setge d'Hilla l'11 d'octubre de 1431 i els seus dominis del Baix Iraq van passar també a Ispan, que finalment va entrar a Bagdad el 1433. Shah Muhammad fou enviat en exili a Hamadan on fou assassinat per ordre de Baba Haji Hamadani, governador de Gaverud (5 d'agost de 1433) mentre el seu fill Shah Ali ibn Muhammad es refugiava amb Iskandar. Ispan es va declarar vassall del timúrida Xah Rukh.